# Lijst van voetbalinterlands Bahrein - Trinidad en Tobago
Deze lijst van voetbalinterlands is een overzicht van alle officiële voetbalwedstrijden tussen de nationale teams van Bahrein en Trinidad en Tobago. De landen speelden tot op heden twee keer tegen elkaar. De eerste ontmoeting was een kwalificatiewedstrijd voor het Wereldkampioenschap voetbal 2006 op 12 november 2005 in Port of Spain. Het laatste duel, de returnwedstrijd in dezelfde kwalificatiereeks, vond plaats in Riffa op 16 november 2005.

## Wedstrijden
| № | Plaats        | Datum            | Competitie           | Wedstrijd                    | Uitslag |
| - | ------------- | ---------------- | -------------------- | ---------------------------- | ------- |
| 1 | Port of Spain | 12 november 2005 | WK 2006 kwalificatie | Trinidad en Tobago – Bahrein | 1 – 1   |
| 2 | Riffa         | 16 november 2005 | WK 2006 kwalificatie | Bahrein – Trinidad en Tobago | 0 – 1   |

## Samenvatting
| Competitie      | Totaal gespeeld | Winst Bahrein | Gelijk | Winst Trinidad en T. | Doelsaldo Bahrein – Trinidad en T. |
| --------------- | --------------- | ------------- | ------ | -------------------- | ---------------------------------- |
| WK-kwalificatie | 2               | 0             | 1      | 1                    | 1 − 2                              |
| Totaal          | 2               | 0             | 1      | 1                    | 1 − 2                              |

Wedstrijden bepaald door strafschoppen worden, in lijn met de FIFA, als een gelijkspel gerekend.
BFA · A-internationals · Bondscoaches · Statistieken · Bahreins vrouwenelftal · Bahrein U21 · Bahrein U20 · Bahrein U19 · Bahrein U18 · Bahrein U17
1966 – 1979 · 
1980 – 1989 · 
1990 – 1999 · 
2000 – 2009 · 
2010 – 2019 ·
2020 − 2029
Asian Cup 2004 · 
Asian Cup 2007 · 
Asian Cup 2011
1966 · 
1967 · 1968 · 1969 · 
1970 · 
1971 · 
1972 · 
1973 · 
1974 · 
1975 · 
1976 · 
1977 · 
1978 · 
1979 · 
1980 · 
1981 · 
1982 · 
1983 · 
1984 · 
1985 · 
1986 · 
1987 · 
1988 · 
1989 · 
1990 · 
1991 · 
1992 · 
1993 · 
1994 · 
1995 · 
1996 · 
1997 · 
1998 · 
1999 · 
2000 · 
2001 · 
2002 · 
2003 · 
2004 · 
2005 · 
2006 · 
2007 · 
2008 · 
2009 · 
2010 · 
2011 · 
2012 ·
2013 ·
2014 ·
2015 ·
2016 ·
2017 ·
2018 ·
2019 ·
2020 ·
2021 ·
2022 ·
2023 ·
2024
Albanië ·
Algerije ·
Angola ·
Australië ·
Azerbeidzjan ·
Bangladesh ·
Bosnië en Herzegovina ·
Bukina Faso ·
Burundi ·
Cambodja ·
Canada ·
China ·
Colombia ·
Congo-Kinshasa ·
Curaçao ·
Egypte ·
Filipijnen ·
Finland ·
Guinee ·
Haïti ·
Hongkong ·
IJsland ·
India ·
Indonesië ·
Irak ·
Iran ·
Japan ·
Jemen ·
Jordanië ·
Kaapverdië ·
Kazachstan ·
Kenia ·
Kirgizië ·
Koeweit ·
Letland ·
Libanon ·
Libië ·
Malediven ·
Maleisië ·
Marokko ·
Mauritanië ·
Myanmar ·
Nepal ·
Nieuw-Zeeland ·
Noord-Korea ·
Noord-Macedonië ·
Noorwegen ·
Oeganda ·
Oekraïne ·
Oezbekistan ·
Oman ·
Pakistan ·
Palestina ·
Panama ·
Paraguay ·
Qatar ·
Saoedi-Arabië ·
Servië ·
Singapore ·
Soedan ·
Sri Lanka ·
Syrië ·
Tadzjikistan ·
Taiwan ·
Thailand ·
Togo ·
Trinidad en Tobago ·
Tsjaad ·
Tunesië ·
Turkmenistan ·
Verenigde Arabische Emiraten ·
Vietnam ·
Wit-Rusland ·
Zimbabwe ·
Zuid-Jemen ·
Zuid-Korea ·
Zweden
TTFF · A-internationals · Bondscoaches · Selecties · Statistieken · Olympisch elftal · Vrouwenelftal van Trinidad en Tobago · Trinidad U21 · Trinidad U19 · Trinidad U17
Gold Cup 1991 · 
Gold Cup 1993 · 
Gold Cup 1996 · 
Gold Cup 1998 · 
Gold Cup 2000 · 
Gold Cup 2002 · 
Gold Cup 2005 · 
Gold Cup 2007 · 
Gold Cup 2009 · 
Gold Cup 2011 · 
Gold Cup 2013
WK 2006
1934 · 
1935 · 
1936 · 
1937 · 
1938 · 
1939 · 
1940 · 
1941 · 
1942 · 
1943 · 
1944 · 
1945 · 
1946 · 
1947 · 
1948 · 
1949 · 
1950 · 
1951 · 
1952 · 
1953 · 
1954 · 
1955 · 
1956 · 
1957 · 
1958 · 
1959 · 
1960 · 
1961 · 
1962 · 
1963 · 
1964 · 
1965 · 
1966 · 
1967 · 
1968 · 
1969 · 
1970 · 
1971 · 
1972 · 
1973 · 
1974 · 
1975 · 
1976 · 
1977 · 
1978 · 
1979 · 
1980 · 
1981 · 
1982 · 
1983 · 
1984 · 
1985 · 
1986 · 
1987 · 
1988 · 
1989 · 
1990 · 
1991 · 
1992 · 
1993 · 
1994 · 
1995 · 
1996 · 
1997 · 
1998 · 
1999 · 
2000 · 
2001 · 
2002 · 
2003 · 
2004 · 
2005 · 
2006 · 
2007 · 
2008 · 
2009 · 
2010 · 
2011 · 
2012 · 
2013 · 
2014 ·
2015 ·
2016 ·
2017 ·
2018 ·
2019 ·
2020 ·
2021 ·
2022
Anguilla · 
Antigua en Barbuda ·
Argentinië ·
Azerbeidzjan · 
Bahama's ·
Bahrein · 
Barbados · 
Belize · 
Bermuda · 
Bolivia ·
Botswana · 
Britse Maagdeneilanden · 
Canada · 
Chili · 
China · 
Colombia · 
Costa Rica · 
Cuba · 
Curaçao · 
Dominicaanse Republiek ·
Ecuador ·
Egypte ·
El Salvador ·
Engeland ·
Estland ·
Finland ·
Grenada ·
Guatemala ·
Guyana ·
Haïti ·
Honduras ·
Ierland ·
IJsland ·
India ·
Irak ·
Iran ·
Jamaica ·
Japan ·
Jordanië ·
Kaaimaneilanden · 
Kenia · 
Koeweit ·
Marokko ·
Mexico ·
Montserrat ·
Nederlandse Antillen ·
Nicaragua ·
Nieuw-Zeeland ·
Noord-Ierland ·
Noorwegen · 
Oostenrijk · 
Panama ·
Paraguay ·
Peru ·
Puerto Rico ·
Roemenië ·
Saint Kitts en Nevis ·
Saint Lucia ·
Saint Vincent en de Grenadines ·
Saoedi-Arabië · 
Schotland ·
Slovenië ·
Suriname ·
Tadzjikistan ·
Taiwan ·
Thailand ·
Tsjechië · 
Uruguay · 
Venezuela · 
Verenigde Arabische Emiraten ·
Verenigde Staten ·
Wales · 
Zuid-Afrika ·
Zuid-Korea ·
Zweden
Engeland (2006) · 
Paraguay (2006) · 
Zweden (2006)